# Шоджаат Гане
Шоджаат Гане (перс. شجاعت قانع; нар. 30 березня 1975, Ардебіль) – іранський шахіст, гросмейстер від 2007 року.

## Шахова кар'єра
Від середини 1990-х років належить до числа провідних іранських шахістів. Між 1996 і 2004 роками п'ять разів брав участь у шахових олімпіадах, а у 2003 і 2008 роках – у командних чемпіонатах Азії. Неодноразово виступав у фіналі чемпіонату країни.
Гросмейстерські норми виконав у таких містах, як Дупниця (2004, поділив 1-місце разом з Деяном Стояновським), Азов (2006, поділив 1-місце разом з Алією Муратовичем), а також Каменськ (2007, посів 1-ше місце). 2007 року переміг також на двох наступних турнірах, які відбулися в Азові, завдяки чому досягнув необхідної позначки рейтингу Ело і отримав звання гросмейстера. 2008 року поділив 1-ше місце (разом з Баришом Есеном) у Чанаккале.
Найвищий рейтинг в кар'єрі мав станом на 1 жовтня 2007 року, досягнувши 2507 очок займав тоді четверте місце серед іранських шахістів.

## Зміни рейтингу
| На цьому місці має відображатися графік чи діаграма, однак з технічних причин його відображення наразі вимкнено. Будь ласка, не видаляйте код, який викликає це повідомлення. Розробники вже працюють для того, щоби відновити штатне функціонування цього графіка або діаграми. | |
| | На цьому місці має відображатися графік чи діаграма, однак з технічних причин його відображення наразі вимкнено. Будь ласка, не видаляйте код, який викликає це повідомлення. Розробники вже працюють для того, щоби відновити штатне функціонування цього графіка або діаграми. |